# 1,2-二硝基苯
1,2-二硝基苯（英语：1,2-Dinitrobenzene）是一种有机化合物，化学式为 C6H4(NO2)2。它是二硝基苯的三种异构体之一。该化合物为白色或无色固体，可溶于有机溶剂。它由2-硝基苯胺在铜催化剂存在下通过重氮化和用亚硝酸钠处理制备。